# Сен-Боссан
Сен-Босса́н (фр. Saint-Baussant) — коммуна во французском департаменте Мёрт и Мозель региона Лотарингия. Относится к кантону Тиокур-Реньевиль.	

## География
Сен-Боссан расположен в 38 км к юго-западу от Меца и в 37 км к северу от Нанси. Соседние коммуны: Панн и Эссе-э-Мезре на севере, Флире на юго-востоке, Сешпре на юге.	

## История
- На территории коммуны находятся следы галло-романского периода.
- Сен-Боссан сильно пострадал во время Первой мировой войны.

## Демография
Население коммуны на 2010 год составляло 70 человек.
| 1962 | 1968 | 1975 | 1982 | 1990 | 1999 | 2010 |
| ---- | ---- | ---- | ---- | ---- | ---- | ---- |
| 142  | 82   | 68   | 58   | 57   | 59   | 70   |

## Достопримечательности
- Траншеи, оставшиеся со времён Первой мировой войны.